# Бізелінге
Бізелінге (нід. Biezelinge) — селище в нідерландській провінції Зеландія. Входить до муніципалітету Капелле. Його населення станом на 2021 рік складало 2 350 осіб.

## Галерея

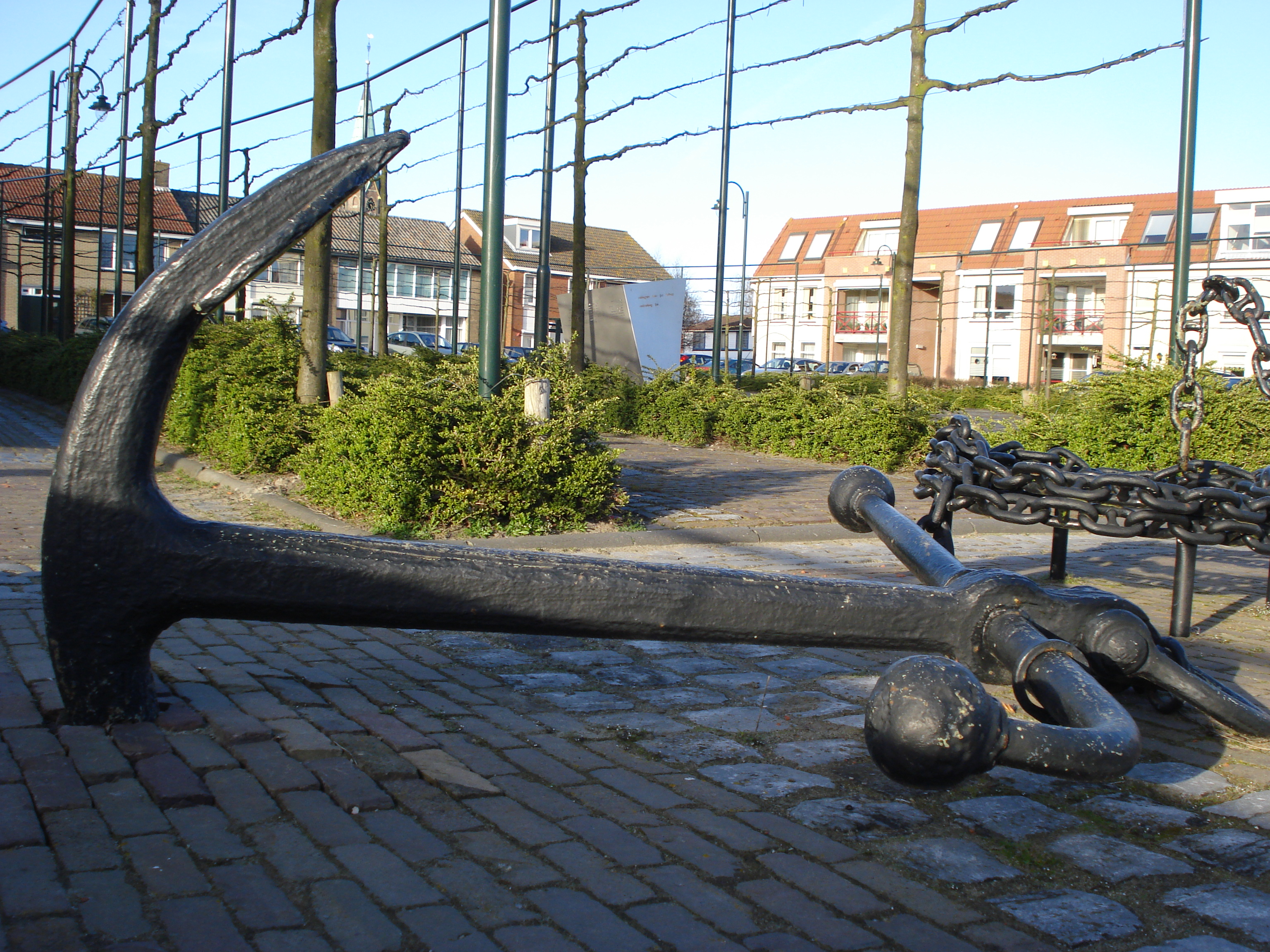
Пам'ятник у селищі
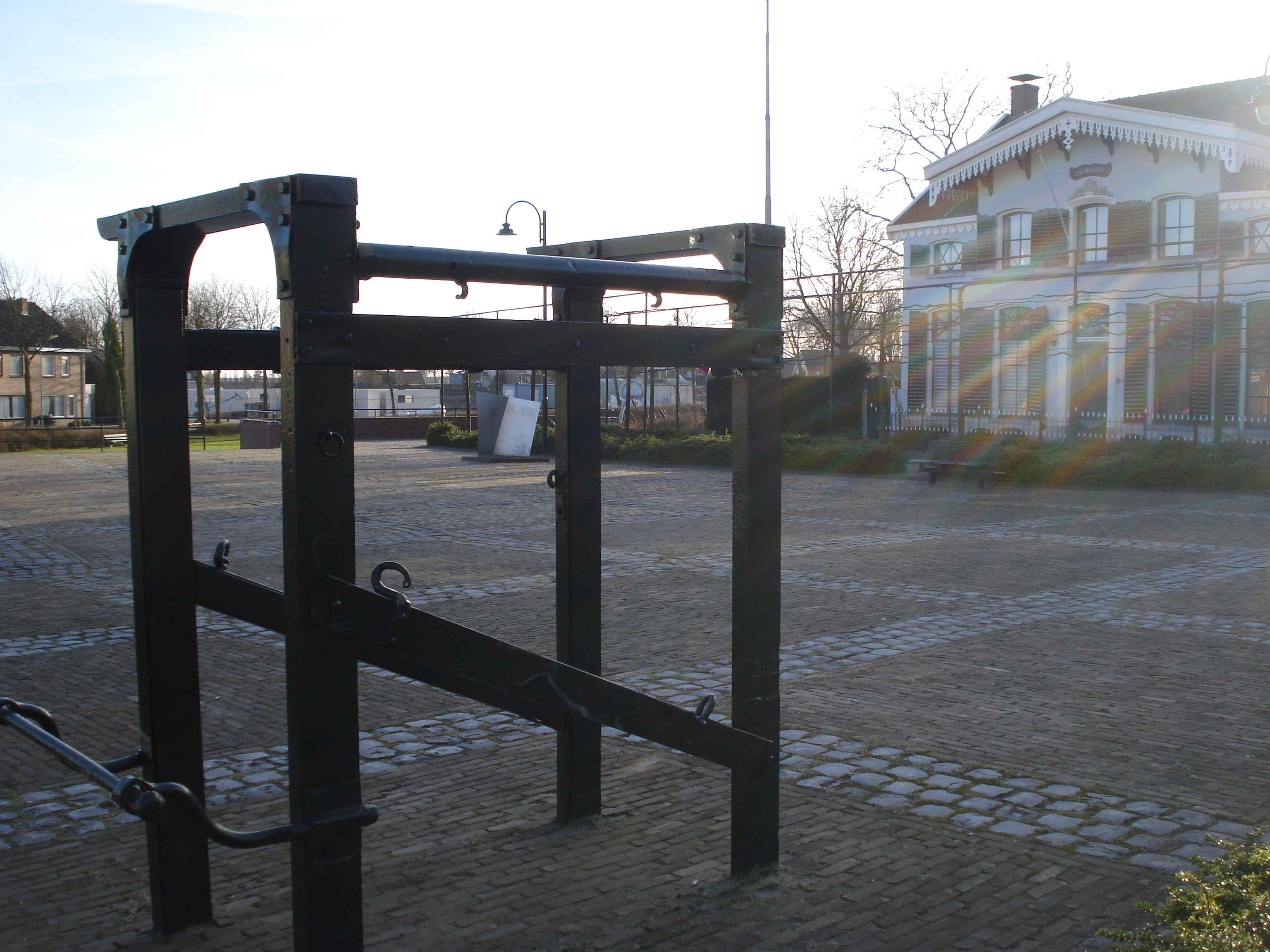
Ринкова площа
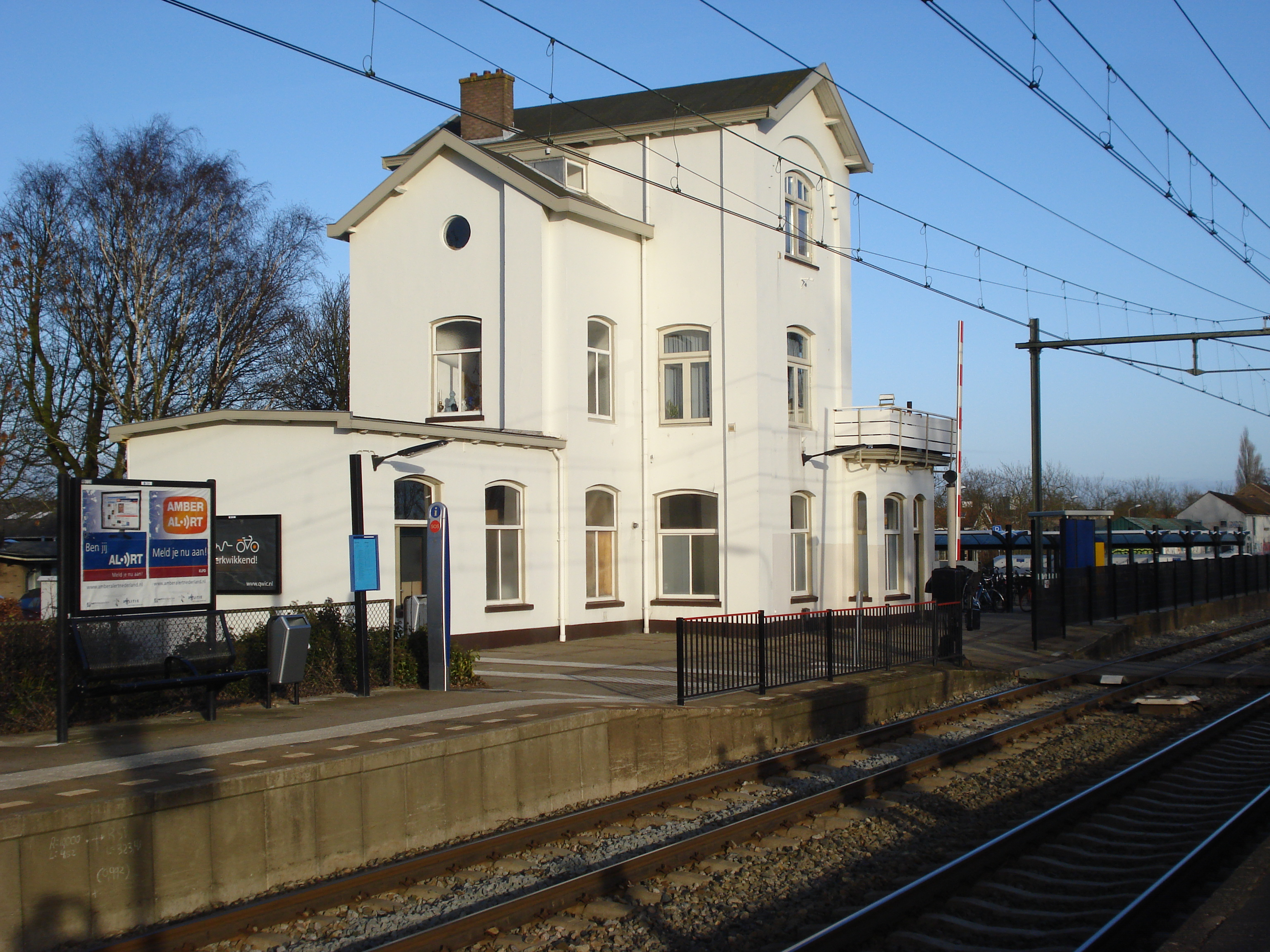
Залізнична станція